# 深井史郎
深井 史郎（ふかい しろう、1907年4月4日 - 1959年7月2日）は、日本のクラシック音楽の作曲家。

## 来歴・人物
秋田県河辺郡新屋町（現在の秋田市新屋地区）に医者の三男として生まれる。秋田県立秋田中学校（現在の秋田県立秋田高等学校）を経て、1927年に旧制第七高等学校を卒業。中学校時代に、同校教諭の石田直太郎（同郷の音楽家、石田一郎の父）からレコードを聴かされたことが、西洋音楽と関わるきっかけとなり、主にストラヴィンスキー、ラヴェル、ファリャなどの影響を受ける。
当初は帝国大学理科を志すも、肺病を病んだため断念。療養後、東京高等音楽学院（現在の国立音楽大学）と帝国音楽学校に入学。学校に籍を置きながら菅原明朗に師事する。なお、同門には『ラジオ体操第1』（2代目・3代目）などを手がけ、日本のクラシック音楽の大衆化に尽力した服部正や、数多くの行進曲・応援歌を作曲し、和製スーザと称された古関裕而らがいた。
1933年、新交響楽団邦人作曲コンクールに『5つのパロディ』が入選する（これは後に彼のもっとも有名な曲『パロディ的な四楽章』に改作される）。これは紛れもなく1970年代に流行した多様式主義の先駆例であった。その後1939年、『楽団プロメテ』を安部幸明らと結成する。
1940年には、紀元2600年記念音楽として舞踏組曲『創造』を発表。振り付けは、江口隆哉と秋田中学校出身の石井漠が担当した。
クラシック音楽だけでなく、映画音楽や放送音楽なども手がけ、1953年に『雪女』で文部省芸術祭作曲奨励賞を、1956年に『鳳城の花嫁』でアジア映画祭音楽賞をそれぞれ受賞する。
また、日本テレビが放送開始・終了を知らせる際に、開局当時から長期にわたって使用しているアニメーション映像『鳩の休日』のBGM、没後の1972年から1975年に放送されたフジテレビ『FNNニュース』のオープニングタイトルテーマ（曲名不詳）を作曲している。
その他にも、母校をはじめとした多くの学校の校歌も作曲している。
映画音楽の仕事で京都市に滞在中、狭心症で1959年7月2日に急逝。52歳没。
1959年7月12日にはNHKラジオ「現代の音楽」で「人と作品、深井史郎を悼んで」が放送された。
『パロディ的な四楽章』の改訂・三管編成版のスコアが半世紀以上に渡って行方不明になっていたが、2004年に自筆譜が発見され、全音楽譜出版社によって影印本が出版されている。

## 作品

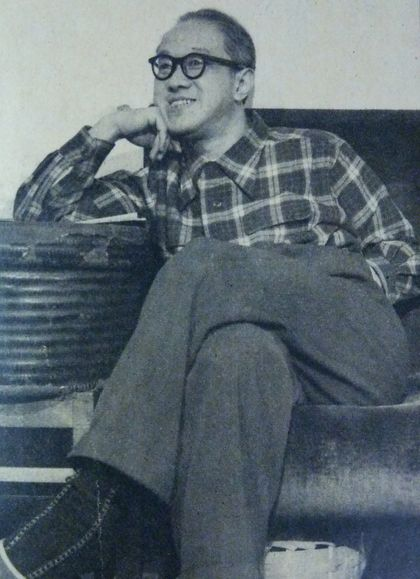
1955年

### 管弦楽曲
- パロディ的な四楽章（1936年、「5つのパロディ」を改作）
- 日本民謡による嬉遊曲（1938年、JOAKの委嘱による「国民詩曲」のひとつとして作曲）
- 舞踏音楽「都会」「創造」（1940年、皇紀2600年奉祝曲）振付江口隆哉
- 交響組曲「大陸の歌」（1941年）[2]
- 交響的映像「ジャワの唄声」（1942年）
- 朗読・管弦楽・吹奏楽のための「大東亜戦記」（1942年）
- 英魂を送る（1943年）
- 海原（1943年）
- フィリピン国民に贈る管弦楽序曲（1944年）
- バレエ音楽「秋の声」（1950年）
- 架空のバレエのための3楽章（1956年）[3]
- 交響絵巻「東京」（1956年）

### カンタータ
- 平和への祈り（1949年、大木惇夫作詞）[4][5]

### マンドリンオーケストラ
- マリピエロ譚詩（1931年）
- アスファルト（1932年）（服部正・坂井孝栄との共作『プロムナード』より）

### 室内楽曲
- 13奏者のためのディヴェルティスマン（1955年）

### 電子音楽
- マイクロフォンのための組曲（1952年）

### 歌曲
- 春幾春（城左門詩）
- 芥溜を漁る人（北川冬彦詩）
- 潟の小径（菊岡久利詩）
- 日本の笛（北原白秋詩）
- 蛙・祈りの歌（草野心平詩）
- 冬（佐藤春夫詩）
- 水の歌（城左門詩）
- 沼（山村暮鳥詩）
- 短歌五首（与謝野寛詩）
- 秋（深尾須磨子詩）
- ふるさと（深尾須磨子詩）
- 三つの歌（大江満雄詩）
- 海（野上彰詩）
- 四つの日本民謡

### 映画音楽
- 大尉の娘（1936年、野淵昶監督）
- 大菩薩峠 鈴鹿山の巻・壬生島原の巻（1936年、稲垣浩監督）
- 南国太平記（1937年、並木鏡太郎監督）
- 静御前（1936年、野淵昶監督）
- 残菊物語（1939年、溝口健二監督）
- 空想部落（1939年、千葉泰樹監督）
- 元禄忠臣蔵（1941-42年、溝口健二監督）
- 煉瓦女工（1946年、千葉泰樹監督）
- 獄門島（1949年、松田定次監督）
- 獄門島 解明篇（1949年、松田定次監督）
- 八ツ墓村（1951年、松田定次監督）
- 悪魔が来りて笛を吹く（1954年、松田定次監督）
- 下郎の首（1955年、伊藤大輔監督）
- 牢獄の花嫁（1955年、内出好吉監督）
- 薩摩飛脚（1955年、河野寿一監督）
- 新諸国物語 オテナの塔（前編 1955年、後編 1956年、安田公義監督）
- 赤穂浪士 天の巻 地の巻（1956年、松田定次監督）
- 父子鷹（1956年、松田定次監督）
- ゆうれい船（1957年、松田定次監督）
- 忠臣蔵 櫻花の巻・菊花の巻（1959年、松田定次監督）
- 水戸黄門 天下の副将軍（1959年、松田定次監督） ※遺作

### 放送音楽
- 鳩の休日（日本テレビ放送網）
- FNNニュース

### 校歌
- 新潟県立長岡高等学校（堀口大學作詞）
- 三重県立宇治山田高等学校（草野心平作詞）
- 秋田市立日新小学校（中川正男作詞）
- 横浜商科大学高等学校（大木惇夫作詞）
- 徳島県立富岡西高等学校（脇太一作詞）
- 埼玉大学教育学部附属中学校（神保光太郎作詞）

## 著書
- 『ストラヴィンスキイ（現代世界音楽家叢書第3）』（普及書房、1933年）
- 『恐るるものへの風刺：ある作曲家の発言』（音楽之友社、1965年）

## エピソード
- 冴えた文筆でも知られる。自身のコンクール嫌いについて、「新聞社でやるのは、審査に信用がおけないし、オリムピツクなぞは、どうせナチスの宣伝に使はれるのだから嫌だ」（音楽世界）と述べている。
- 「他の作家の影響を受けることによつて自己を失ふことを怖れるものヽ如きは、個性の貧弱な、苟しくも芸術家たる資格のないものだと思つてゐる」（音楽世界）
- 「ジャワの唄声」への片山杜秀の分析によると、大東亜共栄圏の瓦解を予見していて、それを作品内で暗示している。その他、作中にメッセージを込めた作品が多いと思われる。